# Troy Floyd
Troy Floyd (Texas, 5 januari 1901 – San Diego (Californië), 16 juli 1953) was een Amerikaanse jazzsaxofonist en -klarinettist.

## Biografie
Troy Floyd leidde vanaf de jaren 1920 in San Antonio (Texas) eigen bands. Zijn eerste ensemble was een sextet, dat hij had geformeerd in 1924 en in 1926 uitbreidde tot een nonet. Floyd was met zijn band regelmatig te horen bij de plaatselijke radiozender HTSA, die zijn optredens uitzond in het Plaza Hotel in San Antonio. Derhalve koos de band de naam Troy Floyd and His Plaza Hotel Orchestra, toen in maart 1928 eerste plaatopnamen ontstonden voor Okeh Records (Shadowland Blues/Dreamland Blues). Het orkest behoorde toentertijd tot de eerste Afro-Amerikaanse bands, waarvan platen verschenen. Floyds band had ook een verbintenis in de Shadowland Club, waarvan de titel Shadowland Blues was afgeleid.
Tot de toenmalige muzikanten van Floyd behoorden de trompetter Claude 'Benno' Kennedy en de saxofonist Siki Collins. Tussen 1926 en 1929 speelde in Floyds band ook de trompettist Don Albert. In 1929 kwam de tenorsaxofonist Herschel Evans erbij, die met de band Dreamland Blues inspeelde, waarop Evans eerste op plaat opgenomen solo zou zijn te horen. Met de band speelden ook een reeks verdere later bekende muzikanten als Hot Lips Page, Chester Boone en Buddy Tate. In 1932 ontbond Floyd de band. Hij werkte in latere jaren als leider van een poolbiljarthal in San Diego.

## Overlijden
Troy Floyd overleed in juli 1953 op 52-jarige leeftijd.

## Discografie
- Jazz in Texas, 1924–1930 (Timeless Records ed. 1997)